# När inför Herren jag böjde mig
När inför Herren jag böjde mig är en psalmtext med fyra 4-radiga verser och en återkommande kör med lika många rader. Någon författare eller kompositör anges inte i Herde-Rösten 1892. Kören lyder:
|:Ära ske Hans namn!:|
Då till sitt hjerta Han tryckte mig.
Ära ske Hans namn!

## Publicerad i
- Herde-Rösten 1892 som nr 81 under rubriken "Jesu blod" med titeln "Ära ske Hans namn!"